# Moss Beach
Moss Beach «playa Moss (en inglés)» es un lugar designado por el censo (CDP) costero en el condado de San Mateo, California, con una población de 1.953 del censo. Está situada en la reserva marina de Fitzgerald Moss Beach, un santuario marino. 

## Geografía
Moss Beach se sitúa en 37°31'31 " latitud de norte, 122°30'46 " (37.525240, -122.512811) GR1 del oeste, aproximadamente 20 millas de sur de San Francisco y 50 millas de norte de Santa Cruz, California. Las ciudades próximas incluyen Montara al norte, El Granada, Princeton-by-the-Sea, y Half Moon Bay al sur. Según la oficina de censo de Estados Unidos, el CDP tiene un área total de 4.6 kilómetros de ² (² de 1.8 millas). 4.6 kilómetros de ² (² de 1.8 millas) de él son tierra, con ningunos cubiertos por el agua.

## Demografía
A la fecha del censo del 2000 había 1.953 personas, 740 casas, y 526 familias que residían en la localidad (CDP). La densidad poblacional era de 421.3/km² (1,092.5/mi²). Había 771 unidades unifamiliares en una densidad media del 166.3/km² (431.3/mi²). La división racial era del 90.33% blancos, 0.20% afroamericanos, 0.71% americanos nativos, 3.20% asiáticos, 0.56% isleños del Pacífico, 1.18% de otras razas, y el 5.22% a partir de dos o más razas. El 8.22% de la población eran Hispanos.